# مالدوشویکا
مالدوشویکا (به لاتین: Mladoševica) یک منطقهٔ مسکونی در بوسنی و هرزگوین است که در ماگلای واقع شده‌است.